# Делта (Вісконсин)
Делта (англ. Delta) — місто (англ. town) в США, в окрузі Бейфілд штату Вісконсин. Населення — 315 осіб (2020).

## Демографія
Згідно з переписом 2010 року, у місті мешкали 273 особи в 119 домогосподарствах у складі 84 родин. Було 378 помешкань
Расовий склад населення:
| - 96,7 % — білих - 0,7 % — корінних американців |

До двох чи більше рас належало 2,6 %. Частка іспаномовних становила 0,0 % від усіх жителів.
За віковим діапазоном населення розподілялося таким чином: 18,7 % — особи молодші 18 років, 57,1 % — особи у віці 18—64 років, 24,2 % — особи у віці 65 років та старші. Медіана віку мешканця становила 51,7 року. На 100 осіб жіночої статі у місті припадало 115,0 чоловіків;  на 100 жінок у віці від 18 років та старших — 107,5 чоловіків також старших 18 років.
Середній дохід на одне домашнє господарство  становив 77 193 долари США (медіана — 53 438), а середній дохід на одну сім'ю — 66 915 доларів (медіана — 63 125). Медіана доходів становила 42 500 доларів для чоловіків та 41 250 доларів для жінок. За межею бідності перебувало 20,3 % осіб, у тому числі 55,0 % дітей у віці до 18 років та 11,1 % осіб у віці 65 років та старших.
Цивільне працевлаштоване населення становило 91 особа. Основні галузі зайнятості: освіта, охорона здоров'я та соціальна допомога — 33,0 %, будівництво — 20,9 %, мистецтво, розваги та відпочинок — 8,8 %, науковці, спеціалісти, менеджери — 7,7 %.